# Kolonie u Dvora
Kolonie u Dvora ist eine Grundsiedlungseinheit der Gemeinde Božice in Tschechien. Die im Zuge der Tschechisierung des deutschsprachigen Grenzgebietes zu Österreich errichtete Siedlung liegt zwei Kilometer östlich des Ortszentrums von Božice und gehört zum Okres Znojmo.

## Geographie
Die Kolonie u Dvora befindet sich rechtsseitig über dem Tal der Jevišovka in der Thaya-Schwarza-Senke. Östlich der Ansiedlung mündet der Příční potok (Peterbach) in den Fluss. Gegen Süden erstreckt sich der Hojawald mit den Teichen Horní Karlov, Prostřední Karlov und Dolní Karlov. 
Nachbarorte sind Mackovice im Norden, Břežany im Nordosten, Pravice und Hrušovany nad Jevišovkou im Osten, Emin zámek, Karlov und Šanov im Südosten, Velký Karlov im Süden, Božice-u nádraží im Südwesten, Božice und Mlýnské Domky im Westen sowie Heřmanov und Čejkovice im Nordwesten. 

## Geschichte
Archäologische Funde belegen eine Jungsteinzeitliche Besiedlung auf dem Gebiet der Kolonie. Im Jahre 1935 entdeckte der Kustos des Znaimer Heimatmuseums, Anton Vrbka, im Garten des Hauses Nr. 15 ein aus 13 trichterförmigen Bechern bestehendes Keramikdepot der Trichterbecherkultur, das als božické votum (Votum von Božice) bekannt wurde. Eine 1995 von Jaromír Kovárník durchgeführte archäologische Untersuchung bestätigte die Existenz einer jungsteinzeitlichen Siedlung auf der Anhöhe südöstlich über dem Jiráskův dům.
Die Fluren zwischen Possitz und dem einschichtigen Hojahof (heute Dvůr Čadů) gehörten seit Jahrhunderten zum Meierhof Possitz der Grundherrschaft Joslowitz. Nach dem Zusammenbruch der k. u. k. Monarchie und der Gründung der Tschechoslowakei wurde 1920 auf Initiative von Antonín Švehla eine Bodenreform eingeleitet, mit der die adligen Güter auf maximal 250–500 ha Land und 150 ha landwirtschaftliche Nutzfläche reduziert werden sollten. Der übrige Großgrundbesitz wurde vom Staat konfisziert, mit einem Drittel des Wertes entschädigt und mit Ausnahme der neu gebildeten Restgüter fast ausschließlich an tschechische Kleinbauern und Siedler verkauft. Dies betraf auch den Großgrundbesitz des Wilhelm von Spee auf Joslowitz. Politisches Ziel war die Stärkung der staatsbildenden tschechischen Volksgruppe und zugleich die Störung der Homogenität der deutschen Siedlungsgebiete. Von den derart gegründeten 65 tschechischen Kolonien war die bei Possitz die größte; üblicherweise bestanden sie aus 10–15 Siedlerstellen. Der Hojahof selbst wurde 1921 an die Familie Pavlík verpachtet und vier Jahre später verkauft.
Die Parzellierung der Possitzer Meierhofsflur und Gründung einer Kolonie war für Ende 1926 vorgesehen. Die Verteilungskommission wurde am 27. Oktober 1926 am Bahnhof Possitz-Joslowitz vom Abgeordneten Franz Wagner, Vertretern des Gemeinderates und einer aufgebrachten Menschenmenge empfangen, die gegen die Ansiedlung von Tschechen in dem deutschsprachigen Gebiet protestierten und musste ergebnislos die Rückreise antreten. 
Am 16. Juni 1927 erfolgte schließlich die offizielle Gründung der mit 22 Kleinbauernstellen besetzten Kolonie Molíkov, die nach dem mährischen Agrarpolitiker František Molík aus Citonice benannt wurde. Ein großer Teil der Siedler waren ehemalige Legionäre. Der Name Molíkov konnte sich jedoch nicht durchsetzen, so dass die neue Siedlung nach ihrer Lage am Hojahof offiziell in Kolonie u Dvora (übersetzt mit Kolonie am Hof) umbenannt wurde. Die ČSNS hatte in der Kolonie zahlreiche Mitglieder; bis zur deutschen Besetzung waren Einwohner aus der Kolonie stets im Possitzer Gemeinderat vertreten. 
Im Jahre 1930 wurde ein Verein zur Errichtung eines Národní dům (Volkshaus) gegründet, der mit der Spendensammlung begann. Die Schirmherrschaft über das gesellschaftliche Prestigeprojekt übernahm die Dramatická národní družina Alois Jirásek (Dramatische nationale Gesellschaft Alois Jirásek) in Smíchov. Die Baupläne entwarf der Baumeister Antonín Nedorost aus Borotitz, der 1935 auch mit der Bauausführung begann. Das staatliche Bodenamt gewährte einen Kredit von 50.000 Tschechoslowakische Kronen mit zehnjähriger Laufzeit. Die Baukosten lagen bei 118.000 Kronen. Am 28. Oktober 1935 wurde das Jiráskův dům osvěty (Jirásek-Kulturhaus) als kulturelles Zentrum der tschechischen Siedler von Possitz sowie der umliegenden tschechischen Kolonien in Grusbach, Kaschnitzfeld, Socherl und Voitelsbrunn feierlich eingeweiht. Vor dem Haus wurden anlässlich seiner Einweihung drei Linden gepflanzt, die T. G. Masaryk, Antonín Švehla und General Štefánik gewidmet wurden. Der amtierende Staatspräsident Beneš fand dabei keine Berücksichtigung, statt seiner der Agrarpolitiker Švehla.
Nach dem Münchner Abkommen wurde die Kolonie 1938 dem Großdeutschen Reich zugeschlagen und gehörte bis 1945 zum Kreis Znaim. Vier Familien verließen die Kolonie noch 1938 und übersiedelten in die Resttschechei; andere wurden während der Besetzung vor ernsthafte Probleme gestellt. Die tschechische Minderheitenschule am Possitzer Speicher wurde unmittelbar danach geschlossen. Am 11. Oktober 1938 wurde die Kolonie von der Wehrmacht nach versteckten Waffen durchsucht, wobei lediglich einige Jagdgewehre gefunden wurden. Die Gedenktafel am Jirásek-Kulturhaus wurde durch deutsche Soldaten entfernt. Einige Tage später erfolgte eine erneute Durchsuchung der Kolonie, diesmal durch eine Kommission der Gemeinde Possitz, wobei für jedes Haus eine Bestandsaufnahme erfolgte und Vieh, Maschinen, Getreide- und Futtervorräte, Felder sowie die gesamte Ausstattung des Jirásek-Hauses zugunsten der Gemeinde beschlagnahmt wurden. Den tschechischen Siedlern wurde der Umzug ins Landesinnere nahegelegt, da niemand für ihre Sicherheit garantieren könne. Am Abend des 14. März 1939 zogen ca. 40 paramilitärische Ordner in die Kolonie, um die Bewohner gewaltsam zu vertreiben. Einige der Siedler wurden dabei verletzt, ein geringer Teil floh in der Nacht aus Furcht vor weiteren Übergriffen. Die Besuche der sudetendeutschen Ordner in der Kolonie wiederholten sich noch eine Male, wobei jedoch keine körperliche Gewalt ausgeübt wurde. Die verlassenen Häuser wurden deutschen Verwaltern übertragen, die meisten der Bewohner verblieben jedoch in der Kolonie. Mit der Fusion von Groß Grillowitz und Possitz zu einer Gemeinde Neuweidenbach wurde am 1. April 1939 auch die Kolonie derselben zugeordnet. Das Jirásek-Kulturhaus wurde in dieser Zeit zum Treffpunkt junger Tschechen sowie in Possitz eingesetzter Zwangsarbeiter aus Polen und der Ukraine. Am Abend des 8. Mai 1945 trafen sich die Siedler im Jirásek-Haus und sangen gemeinsam die tschechoslowakische Nationalhymne. Nach dem Kriegsende 1945 kam die Kolonie zur Tschechoslowakei zurück; zugleich erfolgte die Wiederherstellung der alten Verwaltungsstrukturen, die Gemeinde Neuweidenbach wurde aufgelöst. Erster tschechischer Bürgermeister von Božice nach der Befreiung war von 1945 bis 1946 Ladislav Smrček aus der Kolonie, er wurde 1951 im kommunistischen Schauprozess gegen die „Světlana“ verurteilt.
Das Jirásek-Haus wurde in dieser Zeit zum gesellschaftlichen Zentrum der Gemeinde Božice; 1947 wurde in dem Haus das staatliche Kino „Marta“ eröffnet. Ab 1948 gehörte der Ort zum Okres Mikulov. Nach dem Februarumsturz von 1948 kam das gesellschaftliche Leben in der Kolonie sukzessive zum Erliegen; das Kino wurde 1950 geschlossen und in das geschlossene Wirtshaus von Antonín Daněk an der Gemeindegrenze zu České Křídlovice verlegt. Einige der Bewohner standen mit der antikommunistischen Untergrundgruppe „Světlana“ in Verbindung. Nach dem Zusammenschluss von Božice und České Křídlovice im Jahre 1951 wurden auch in der Kolonie die Häuser neu nummeriert. In den 1950 schlossen auch der Laden und das Wirtshaus. Der Bezirksnationalausschuss Mikulov löste am 22. Juni 1953 den Verein für das Jirásek-Kulturhaus auf, weil er „nicht zum Aufbau des Sozialismus beitrüge und somit eine Bedrohung der öffentlichen Friedens und der Ordnung wäre“, und übereignete dessen Besitz dem Ortsnationalausschuss Božice. Die frei gewordenen Räumlichkeiten des ehemaligen Kulturhauses wurden danach über 40 Jahre von der Wirtschaftsgenossenschaft und der JZD als Lager genutzt; zuletzt lagerte die Jednota darin Möbel.
Bei der Gebietsreform von 1960 kam die Kolonie im Zuge der Aufhebung des Okres Mikulov wieder zum Okres Znojmo zurück. Nach der Samtenen Revolution kam das gesellschaftliche Leben in der Kolonie wieder in Gang, das Jirásek-Haus erhielt wieder eine kulturelle Nutzung. In den Jahren 1992–1993 wurde das Kulturhaus für 800.000 Kč rekonstruiert und umgebaut. Seitdem befindet sich darin eine Gaststätte, der Saal wird gelegentlich für gesellschaftliche Veranstaltungen genutzt; zeitweilig bestand auch ein kleiner Laden in dem Haus. Im Jahre 2014 wurde der Radweg Hoja, der die Kolonie mit dem Hojahof, dem Hojawald, den Teichen im Petertal, dem Schloss Emín zámek und dem Pravicer Tiergarten verbindet, eröffnet.

## Ortsgliederung
Die Grundsiedlungseinheit Kolonie u Dvora ist Teil des Katastralbezirkes Božice.

## Sehenswürdigkeiten
- Jiráskův dům osvěty, errichtet 1935 als tschechisches Kulturzentrum. Bei der Sanierung von 1992 bis 1993 erhielt es ein Satteldach. Am Haus sind zwei Gedenktafeln angebracht.
- Geschützte Lindengruppe vor dem Jiráskův dům, die drei Bäume wurden 1935 gepflanzt und sind den Politikern Masaryk, Štefánik und Švehla gewidmet.[7]
- Gedenkstein zum 10. Jahrestag der Gründung der Kolonie, errichtet 1937